# Richard Roepell
Richard Roepell (ur. 4 listopada 1809 w Gdańsku, zm. 4 listopada 1893 we Wrocławiu) – niemiecki historyk, uczeń Leopolda Rankego, profesor uniwersytetu we Wrocławiu od 1841, oraz Uniwersytetu w Halle.
Syn zamożnego gdańskiego adwokata, uczył się początkowo w domu. Do szkoły średniej uczęszczał w Królewcu, studiował historię na uniwersytecie w Halle a później w Berlinie.
Doktoryzował się w Halle w 1834, zaś później habilitował się na tym samym uniwersytecie. W latach 1835–1841 pracował na uniwersytecie w Halle jako wykładowca.
W 1836 przystąpił do pisania historii Polski, do zbiorowego dzieła Geschichte der europäischen Staaten. W tym celu przebywał w Gdańsku (gdzie pomocą w zrozumieniu języka służył mu Mrongowiusz), Gnieźnie i Poznaniu. Dzieło Geschichte Polens, będące 39 częścią zbioru obejmowało dzieje Polski do 1300. Dzięki temu dziełu Roepell otrzymał katedrę historii na Uniwersytecie Wrocławskim, gdzie pozostał do końca życia. Oprócz wykładów i badań zajmował się organizacją życia naukowego we Wrocławiu, był dwukrotnie rektorem. Od lat 60. XIX wieku zajmował się działalnością polityczną. Był posłem sejmu pruskiego, erfurckiego, Związku Północno-Niemieckiego, działał w sejmie śląskim, był radnym miejskim Wrocławia.
Richard Roepell przez całe życie był w kręgu kultury polskiej. 3 listopada 1840 w Gdańsku ożenił się z warszawianką Luizą Henriettą Magdaleną Geysmer (1820-1857), która odegrała dużą rolę w kierunkowaniu jego zainteresowań na sprawy polskie. Roepell współpracował z wieloma polskimi uczonymi z Wrocławia, Krakowa i Lwowa. Pomagał polskim studentom we Wrocławiu. Popierał sprawę polską w pruskim sejmie (w 1863 jako jedyny z niemieckich posłów popierał polskie dążenia niepodległościowe).
W latach 1860–1893 był członkiem honorowym Poznańskiego Towarzystwa Przyjaciół Nauk.